# Grigóris Lambrákis
Pour les articles homonymes, voir Lambrakis.

La lettre emblématique Z.

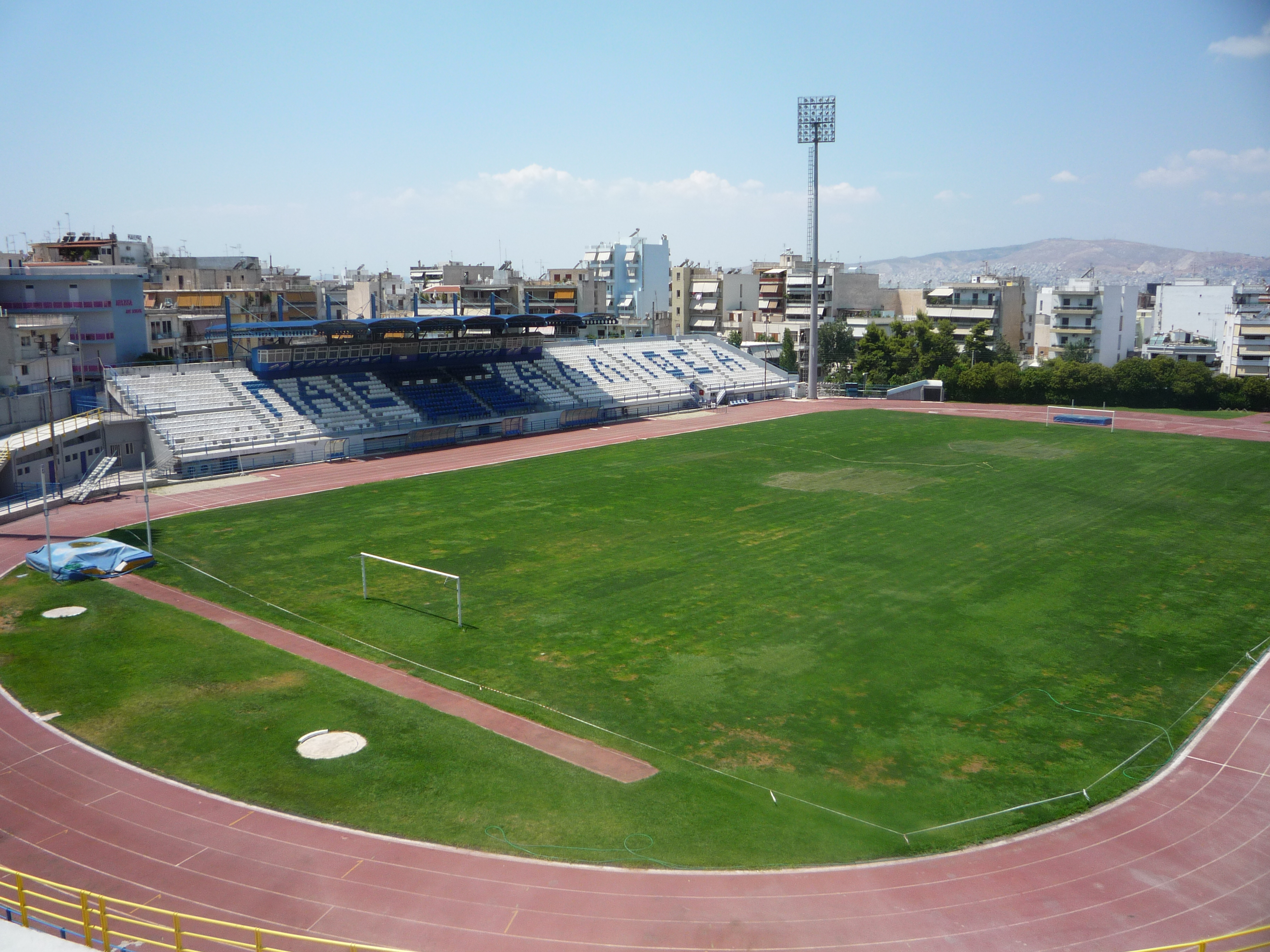
Le stade Gregoris-Lambrakis rappelle l'athlète qu'il était.

Grigóris Lambrákis (Γρηγόρης Λαμπράκης), né le 3 avril 1912 à Kerasitsa dans le dème de Tégée (province d'Arcadie), mort le 27 mai 1963 à Thessalonique, est un médecin, athlète et surtout homme politique grec. Son assassinat est le sujet des roman et film Z, et a entraîné indirectement le coup d'État de 1967 qui instaure la dictature des colonels.

## Biographie

### Parcours professionnel et personnel
Il n'a pas de liens de parenté avec la famille Lambrákis, détentrice d'un des grands groupes de la presse grecque.
Après des études secondaires à Tégée, Grigóris Lambrákis entre à la faculté de médecine de l'université d'Athènes.
Dans les années 1930, c'est un sportif notable. Il est recordman de Grèce de saut en longueur de 1936 à 1959. Il participe aux Jeux balkaniques et y remporte plusieurs médailles d'or : en triple saut (1935 et 1936) et saut en longueur (1935, 1937 et 1938).
Pendant l'occupation allemande de la Grèce (1941-1944), il prend part aux activités de la Résistance ; il organise aussi, dans le cadre de l’Union des athlètes grecs qu'il a fondée, des compétitions sportives afin de lever des fonds pour l'assistance alimentaire, l'occupation étant en Grèce une période de famine pour les pauvres (300 000 morts de faim durant l'hiver 1941-1942).
Il termine ses études après la guerre et soutient sa thèse de doctorat en 1950, ayant choisi de se spécialiser en gynécologie. Il devient professeur à la Faculté de médecine d'Athènes.
Il épouse Dimitra Bataria[réf. nécessaire] ; de ce mariage nait un fils : Theodoris.

### La vie politique grecque de 1949 à 1963
La Grèce est alors une monarchie parlementaire dont le souverain est le roi Paul Ier, époux depuis 1938 de l'Allemande Frederika de Hanovre.
Les années 1950 sont marquées par les suites de la guerre civile (1946-1949). Les mesures du temps de guerre sont maintenues : interdiction du Parti communiste (1947), détention politique, détention administrative, etc. Les gouvernements sont centristes jusqu'en 1952, puis passent à la droite avec le parti du Rassemblement grec, dirigé par le général Alexandros Papagos, Premier ministre de 1952 à 1955. Son successeur, Constantin Caramanlis, qui rebaptise le parti Union nationale radicale (ERE), accentue l'autoritarisme de ce régime en principe démocratique, au nom de la lutte contre le communisme et de la Grèce éternelle. Les campagnes sont étroitement contrôlées par la gendarmerie ou l'armée ; les grandes villes sont un peu plus libres.
Face à la droite, le centre est divisé entre Plastiras, Venizélos, Papandréou ; la gauche est représentée par le parti de l'Union de la gauche démocratique (EDA) créée en 1951, qui est au départ une émanation du PC clandestin, mais à qui toute propagande communiste directe est interdite et qui devient progressivement autonome par l'adhésion de nombreux non-communistes.
En 1951, l'EDA a 9 % des voix et aucun député. En 1958, elle bénéficie de nombreuses voix centristes et atteint 25 % des suffrages (78 députés), mais retombe à 14 % en 1961. En revanche, les centristes réunis au sein de l’Union du Centre emportent 33 % des voix ; Georges Papandréou en devient le leader et lance une stratégie de « lutte intransigeante » contre les dérives autoritaires du régime.

### L'engagement politique de Lambrakis
Grigóris Lambrákis est élu député de l'EDA en 1961, dans la circonscription du Pirée.
Son mandat est marqué notamment par la marche de Marathon à Athènes le 21 avril 1963, au départ prévue comme manifestation en faveur de la paix ; mais le gouvernement l'ayant interdite, la police intervient pour l'empêcher, arrêtant entre autres Mikis Théodorakis. Lambrakis, protégé par son immunité parlementaire, l'effectue seul.
Ce même mois d'avril 1963, la reine de Grèce Frederika se trouve à Londres pour le mariage d'Alexandra de Kent. Lambrakis et d'autres Grecs (parmi lesquels Betty Ambatielos) profitent des libertés britanniques pour exprimer leur mécontentement. Lambrakis sollicite une entrevue pour évoquer le cas de certains prisonniers politiques grecs, mais Frederika refuse. Cet épisode provoque une certaine tension entre les gouvernements britannique et grec, le gouvernement britannique ne s'étant pas montré suffisamment ferme pour protéger (moralement) la personne royale.

### L'attentat et la mort
Le mercredi 22 mai 1963 (veille de l'Ascension), à la sortie d'un meeting du mouvement pour la paix tenu à Thessalonique, Lambrákis est renversé par une motocyclette-triporteur sur laquelle se trouvent deux hommes, Emannouil Emannouilidis et Spyro Gotzamanis. Gravement touché à la tête, Lambrakis est hospitalisé dans le coma. Un autre député de l'EDA, Georges Tsaroukas, est lui aussi blessé, mais moins gravement. L'état de Lambrakis est très vite jugé désespéré, mais on fait venir plusieurs médecins de divers pays étrangers pour le soigner.
Durant l'agonie de Lambrakis, l'EDA envoie auprès de lui une délégation formée par le poète Yannis Ritsos, membre du Comité directeur, Mikis Théodorakis et Manólis Glézos. C'est à ce moment que naît l'idée d'un mouvement spécifique autour de Lambrakis.
Lambrákis meurt au bout de cinq jours, le lundi 27 mai à 2 h 30. Son corps est acheminé à Athènes par le train. Les autorités soumettent Athènes et Thessalonique à un déploiement de l'armée afin d'éviter toute manifestation, mais il s'en produit tout de même à Athènes.
Les funérailles ont lieu le 28. Une cérémonie religieuse a lieu dans la cathédrale orthodoxe d'Athènes, sous la direction de l'archevêque-primat de Grèce, en présence du leader de l'EDA, Ilias Ilou, des leaders de l'Union du Centre, Sophocle Venizelos et Georges Papandreou, du président de l'Assemblée, Constantin Rodopoulos.
Le trajet de l'église au cimetière s'étend sur 6 km, le long desquels se presse une foule immense dans ce qui est une manifestation anti-gouvernementale de grande ampleur. Un accord a été conclu entre l'EDA et le gouvernement pour que les choses se passent bien et effectivement, la fin de la cérémonie n'est marquée par aucun incident, malgré une lourde présence policière.
Les participants ont proclamé Lambrakis  « Immortel » en criant : Athanatos. Peu après, apparaîtront sur les murs les « Z », abréviation de Zei (« Il est vivant »).

## Les suites de l'assassinat

### L'enquête et l'instruction
Remarque préliminaire : ni le roman, ni le film Z, ne constituent des sources documentaires sur l'affaire Lambrakis. Ils sont globalement exacts, mais pas dans tous les détails, particulièrement sur deux points : que Grigoris Lambrakis ait été frappé avec un instrument contondant ; que des hautes personnalités de la police aient assisté à l'accident. Il semble qu'il n'y ait pas eu de preuve de l'attentat, contrairement à ce qui se passe dans le film. Il a donc fallu quelques jours pour que l'incident soit reconnu comme attentat politique.
Dans un premier temps, les événements du 22 mai sont présentés comme un accident de la circulation et Caramanlis déclare : « De tels incidents peuvent se produire dans les pays les plus démocratiques sans que le gouvernement en soit rendu responsable. » Mais il est très vite établi que « Lambrakis a été volontairement renversé par deux motocyclistes » et d'autre part que les deux hommes appartiennent à l'extrême droite. Le 28 mai, M. Sotirchozolos, principal témoin à charge contre Gotzamannis, est violemment agressé à Thessalonique et échappe de peu à la mort. Le 29 mai, Constantin Caramanlis ordonne qu'une enquête ait lieu sur les circonstances de la mort de Lambrakis.
Elle est confiée dans un premier temps à un général de gendarmerie, Vardoulakis, qui se montre excessivement partial et sera par la suite condamné pour avoir exercé des pressions contre des témoins.
L'instruction par le juge Chrístos Sartzetákis, soutenu par le procureur général Delaportas, établit la complicité de plusieurs responsables de la gendarmerie et de la police, notamment le chef de la gendarmerie de Thessalonique et le général Mitsou, commandant de la gendarmerie de la Grèce du Nord, ce qui est à l'origine d'un scandale touchant gravement le régime Caramanlis ; l'attentat n'a pas été commandité par Caramanlis lui-même, mais il révèle que son régime autoritaire est sans autorité sur certains services. Il aurait dit, apprenant les circonstances exactes de la mort de Lambrakis : « Mais qui gouverne ce pays ? »

### Les suites politiques
Sur le plan politique, le crime de Thessalonique bouleverse la Grèce (on peut comparer son impact en Grèce à celui de la mort de John F. Kennedy aux États-Unis, quelques mois plus tard).
Caramanlis démissionne en juillet, à cause de la visite du roi à Londres, à un moment où les relations avec le Royaume-Uni sont tendues. Les élections de novembre 1963 placent l'Union du Centre en tête avec 40 % des voix (l'EDA conserve 15 %) ; Papandréou devient Premier ministre, mais ne voulant pas gouverner avec l'EDA, n'a pas la majorité à l'Assemblée et démissionne peu après. Lors des nouvelles élections, en février 1964, l'EDA adopte une attitude électoralement favorable au Centre qui obtient un peu plus de 50 % des voix (11 % pour l'EDA).
Commence alors une nouvelle phase de l'histoire de la Grèce, qui aboutira au coup d’État des colonels : la popularité du gouvernement Papandréou, la montée d'une aile gauche menée par Andréas Papandréou, les manœuvres du roi aboutissant à la démission de Georges Papandréou en 1965, l'échec du gouvernement de la droite et des centristes ralliés, la perspective d'une nouvelle défaite électorale en 1967, le coup d’État du 21 avril 1967.

### Le mouvement des Jeunesses Lambrakis
Quelques jours après sa mort, est créé, parallèlement à celui des jeunes de l'EDA, un nouveau mouvement, présidé par Mikis Théodorakis, dont l'œuvre dans les deux années précédentes a eu une résonance politique très forte, notamment Epitaphios (sur un poème de Yannis Ritsos à propos de manifestations à Thessalonique en 1936). Lors des élections de février 1964, Mikis Théodorakis est élu député du Pirée, la circonscription de Grigoris Lambrakis.
Les Jeunesses Lambrakis jouent un rôle important dans la mobilisation populaire des mois qui suivent, en particulier lors des deux marches de Marathon en 1964 et 1965, en commémoration de celle de 1963 où Lambrakis avait marché seul. Mais leur grand moment est l'été 1965, après la démission de Georges Papandréou. Pendant deux mois, Athènes connaît chaque nuit une situation d'émeute. Mais la réaction de la droite se concentre contre le mouvement qui, pour échapper à la dissolution, est obligé à la fin de l'année de s'intégrer dans la jeunesse de l'EDA, Théodorakis abandonnant ses fonctions sans que cela soit annoncé publiquement. En 1966, la marche de Marathon est un échec, on voit de nouveau la police traquer les groupes de manifestants.
Il faut reconnaître que les Jeunesses Lambrakis ont aussi été considérées avec suspicion par les éléments les plus orthodoxes (staliniens) de l'EDA, et surtout par les dirigeants en exil du PCG. On peut considérer que c'est un préliminaire à la scission du PC, début 1968, entre parti de l'intérieur et parti de l'extérieur.
Après le coup d'état du 21 avril 1967, l'EDA et tous les groupes liés sont dissous et le règlement no 13 de l'armée décrète : 
- l'interdiction totale de la musique de Théodorakis ;
- l'interdiction des chants des « jeunesses communistes », c'est-à-dire des Jeunesses Lambrakis.

### Le procès (1966)
Lorsque le procès a lieu, la Grèce est donc gouvernée par une coalition entre l'ERE et des dissidents de l'Union du Centre qui ont trahi Georges Papandréou.
Malgré tout, le procès confirme le rôle des forces de l'ordre, mais les officiers de gendarmerie impliqués, condamnés seulement pour « abus de pouvoir » et non « complicité de meurtre », subissent des peines de prison assez courtes. Ils seront amnistiés après le coup d'État de 1967.

## Dans les arts
Sur le plan artistique, l'affaire Lambrakis inspire dès 1963 un court-métrage de Dimos Theos et Fotos Lambrinos, Cent Heures en mai.
Puis le romancier Vassilis Vassilikos écrit en 1966 le roman « Z ». Ce roman est découvert par Costa-Gavras lors d'un séjour en Grèce ; celui-ci réalise le film « Z » en 1969 où Lambrákis est incarné par Yves Montand.

## Hommages
De nombreux lieux publics en Grèce rendent hommage à Grigoris Lambrakis, notamment :
- Le stade de Kallithéa dans la banlieue d'Athènes.
- Le marathon d'Athènes (novembre) lui est aussi dédié depuis 1983[14].
- Une statue en son honneur a été élevée près du marché central d'Athènes et un monument à Thessalonique.

En dehors de la Grèce : 
- Le stade de la ville du Port, à La Réunion (France).